# Neofit al VI-lea al Constantinopolului
Neofit al VI-lea (în greacă Νεόφυτος ΣΤ΄, transliterat: Neofitos 6; n. secolul al XVII-lea, insula Patmos, Administrația descentralizată a Mării Egee⁠⁠(d), Grecia – d. 1747, insula Patmos, Administrația descentralizată a Mării Egee⁠⁠(d), Grecia) a fost un cleric ortodox grec, care a îndeplinit funcția de patriarh ecumenic al Constantinopolului în două rânduri: din 1734 până în 1740 și din 1743 până în 1744.

## Biografie
Neofit s-a născut în insula Patmos și a devenit mitropolit al Cezareei Capadociei după ce fostul mitropolit a fost ales patriarh sub numele de Ieremia al III-lea. Cel mai important act pe care l-a realizat în calitate de mitropolit al Cezareei a fost reînființarea în 1728 a mănăstirii „Sfântul Ioan Înaintemergătorul” de la Zincidere (Capadocia).
A fost ales patriarh la 27 septembrie 1734, fiind sprijinit de dragomanul Porții Otomane, fanariotul Alexandru Ghikas. Loialitatea sa față de dragoman a făcut ca marele vizir să ordone destituirea sa șase ani mai târziu, în august 1740. Neofit a păstorit din nou ca patriarh pentru un scurt termen, din mai 1743 până în martie 1744, iar marele vizir i-a ordonat în cursul acestei perioade să nu aibă niciun contact cu Alexandru Ghikas.
Păstorirea sa ca patriarh nu s-a remarcat prin niciun eveniment important, iar Neofit s-a ocupat în principal de probleme monahale. A trimis scrisori lui Nicolaus Zinzendorf, reformatorul Bisericii Morave, dar fără niciun rezultat. După a doua și ultima sa destituire, a fost exilat în Patmos, unde a murit în februarie sau martie 1747.